# Kosovo Polje (Višegrad, BiH)
Kosovo Polje je naseljeno mjesto u općini Višegradu, Republika Srpska, BiH.

## Stanovništvo
Nacionalni sastav stanovništva 1991. godine, bio je sljedeći:
| Narod     | Broj stanovnika |
| --------- | --------------- |
| Muslimani | 120             |
| Srbi      | 47              |
| Ukupno    | 167             |